# 渡部篤郎
渡部 篤郎（わたべ あつろう、1968年5月5日 - ）は、日本の俳優。東京都新宿区出身。オフィスまとば→レティシア（2005年3月から2009年まで）→スターダストプロモーション所属（2009年から〈レティシアとの業務提携〉）。身長180cm、体重73kg。本名：渡部 篤（わたべ あつし）。

## 来歴
- 中野区立谷戸小学校から中野区立第九中学校（現在の中野区立中野中学校）を経て、高校に進学。高校中退時期は不明。
- デビュー前は高校を中退し、母親のバーを手伝ったり、肉体労働のアルバイト生活をしたりして過ごし、アルバイト先の関係からエキストラ出演したことがきっかけで演技の世界に入る。
- 丹波哲郎が運営していた演劇学校である『丹波道場』に所属し、日活ロマンポルノにも出演。メジャーデビュー後、週刊誌で当時の作品が掲載されたが、「修行と駆け出しで何でもやった」と述べた。
- 1991年、五木寛之原作ドラマ『青春の門』（テレビ東京）を渡部篤郎の名で主演（主人公・伊吹信介 役）。1994年、同原作映画「レッスン〜Lesson」に山口努役で出演。本作で愛に溺れていく難役を演じている。
- 1995年、大江健三郎原作、伊丹十三監督の映画『静かな生活』で、障害者の息子役を演じる。この作品で第19回日本アカデミー賞新人賞と優秀主演男優賞をダブル受賞[1]。
- 1996年、岩井俊二監督の映画『スワロウテイル』で移民達と親交がある無愛想な殺し屋役を、全編英語台詞で演じる。
- 同年、テレビ朝日系「外科医柊又三郎2」に矢島兆次役で出演。民放のゴールデンタイムのドラマ初出演を果たす。
- 1997年、ドラマ『ストーカー 逃げきれぬ愛』で、高岡早紀につきまとうストーカー役を演じ、以降数々の連続ドラマに出演するきっかけとなる。
- 2008年、映画『コトバのない冬』で監督デビュー。同年10月に行われた第21回東京国際映画祭のコンペティション部門でワールドプレミア公開された。
- 2009年、スターダストプロモーションへ移籍（正確にはレティシアとの業務提携である）。
- 私生活ではタレントのRIKACOと1994年に結婚したが2005年に離婚。その後2016年6月に一般女性と再婚[2]。

## 人物
- 小学校では少年野球チームに所属、4番を任されていた。中学と高校では陸上部に所属してリレー走とハードル競争を担当。
- 佐藤弘道とは小学校・中学校の同級生である。
- RIKACOとの間に二人の息子がおり、長男の名は「樹」、次男は「蓮」。
- 再婚相手との間に三人の子供がいる。
- 萩原健一をリスペクトしている。
- 数多の難役を演じるコツとして、「オン・オフを区別せず、撮影で何かの役に入っている時はその役で日常を過ごしている[3]」という。
- 山本高広、松村邦洋、坪倉由幸（我が家）、おおともりゅうじなどが渡部のものまねを持ちネタとして扱っている。また、バラエティ番組『笑う犬』（フジテレビ）において内村光良（ウッチャンナンチャン）がミスターアンニュイという渡部篤郎をパロディー化したキャラクターを演じている。
- 飲み友達は中田英寿、三浦知良。
- パパ友達は三浦翔平。
- 好きな食べ物:カレー、トンカツ、麻婆豆腐、マクドナルド（小学校3年生の時から好きで週に3回は食べるとの事）[4]。
- 嫌いな食べ物:モツ、ウニ、牡蠣
- 撮影の朝、その日の昼食をどこで食べるか調べるのが楽しみという。

## 出演作品

### テレビドラマ

#### NHK
- 大河ドラマ
  - 独眼竜政宗（1987年） - 伊達家足軽 役（第12話・第17話。クレジットなし（丹波道場））
  - 琉球の風（1993年） - 楊啓山 役
  - 毛利元就（1997年） - 毛利興元 役
  - 北条時宗（2001年） - 北条時輔 役
  - どうする家康（2023年） - 関口氏純 役
- 大化改新（2005年） - 蘇我入鹿 役
- 外事警察（2009年） - 主演・住本健司 役[5]
- ドラマ10 デザイナーベイビー - 速水刑事、産休前の難事件 -（2015年） - 須佐見誠二郎 役
- NHKスペシャル「未解決事件 File.10 下山事件」（2024年） - 馬場 役

#### 日本テレビ
- 火曜サスペンス劇場 花婿は殺人者（1988年）※渡部篤名義
- ドラマシティー'92 ほほえみで抱きしめたい（1992年5月21日、読売テレビ）
- ストーカー 逃げきれぬ愛（1997年） - 三枝辰也 役
- ラビリンス（1999年） - 主演・野崎悠一郎 役
- 永遠の仔（2000年） - 主演・長瀬笙一郎 役（モウル）
- 幸福の王子（2003年） - 与田良介 役
- 二十四の瞳（2005年）
- 戦国自衛隊・関ヶ原の戦い（2006年） - 嶋村拓也 役
- 背の眼（2012年） - 主演・真備庄介 役
- 東京全力少女（2012年） - 鈴木卓也 役
- ST 警視庁科学特捜班シリーズ - 三枝俊郎 役
  - ST 警視庁科学特捜班（2013年）
  - ST 赤と白の捜査ファイル（2014年）
- 大病院占拠（2023年） - 備前武 役[6]

#### TBS
- 泣くなセン!燃える男 〜星野仙一物語（1988年）※渡部篤名義
- 平清盛（1992年） - 平重盛 役
- ベストパートナー（1997年） - 鈴木一郎 役
- ラブ・アゲイン（1998年） - 主演・大垣裕太 役
- なにさまっ!（1998年） - 岡野明 役
- ケイゾク（1999年） - 真山徹 役
  - ケイゾク / 特別篇（ファントム）〜死を契約する呪いの木〜（1999年） - 真山徹 役
- ビューティフルライフ〜ふたりでいた日々〜（2000年） - 町田正夫 役
- 百年の物語 第3夜 Only Love（2000年） - 八代進次 役
- 恋がしたい恋がしたい恋がしたい（2001年） - 主演・赤井涼介 役
- 明るいほうへ 明るいほうへ 童謡詩人・金子みすヾ（2001年） - 桐原稲彦 役
- First Love（2002年） - 主演・藤堂直 役
- 愛なんていらねえよ、夏（2002年） - 主演・白鳥レイジ 役
- 恋文 〜私たちが愛した男〜（2003年） - 主演・竹原将一 役
- 里見八犬伝（2006年） - ゝ大法師（金碗大輔孝徳） 役
- 白夜行（2006年） - 松浦勇 役※特別出演
- 月曜ゴールデン サスペンス特別企画 「黙秘」（2006年） - 矢沢俊一 役
- ROOKIES（2008年） - 吉田実 役※特別出演
- ゴッドハンド輝（2009年） - 安田潤司 役
- 松本清張生誕100年記念 スペシャルドラマ 「火と汐」（2009年） - 芝村健介 役
- クロコーチ（2013年） - 沢渡一成 役
- 恋（2013年） - 鳥飼三津彦 役
- 都庁爆破!（2018年） - エム 役[7]
- ドラマ特別企画「がん消滅の罠〜完全寛解の謎〜」（2018年4月2日） - 羽島悠馬 役
- あのクズを殴ってやりたいんだ（2024年） - 羽根木成 役[8]

#### フジテレビ
- はずめ!イエローボール (1987年) ※渡部篤名義
- 北の国から '92巣立ち（1992年） - 純の東京時代の同級生 役
- 愛の天使（1994年） - 斎藤潤 役
- 剣客商売 第1期（1998年） - 秋山大治郎 役
  - 剣客商売 第2期（1999年 - 2000年） - 秋山大治郎 役
- 三億円事件〜20世紀最後の謎〜（2000年）
- 世にも奇妙な物語 春の特別編「Be Silent」（2004年） ‐ 片岡亮
- Room Of King（2008年） - 真島洋平 役
- まっすぐな男（2010年） - 矢部典夫 役
- 美しい隣人（2011年） - 矢野慎二 役
- 松本清張没後20年特別企画・危険な斜面（2012年） - 主演・秋場文作 役
- ビター・ブラッド〜最悪で最強の親子刑事〜（2014年） - 主演・島尾明村 役(佐藤健とのW主演)
- アウトバーン マル暴の女刑事・八神瑛子（2014年） - 富永昌弘 役
- 銭の戦争（2015年） - 赤松大介 役[9]
- スペシャルドラマ「黒蜥蜴」（2015年） - 明智小五郎 役[10]
- お義父さんと呼ばせて（2016年） - 主演・花澤紀一郎 役（遠藤憲一とのW主演）[11]
- ON 異常犯罪捜査官・藤堂比奈子（2016年） - 厚田巖夫 役[12]
- 東海テレビ×WOWOW 共同製作連続ドラマ 犯罪症候群 Season1（2017年） - 環敬吾 役[13]
- 警視庁いきもの係（2017年） - 主演・須藤友三 役[14]
- パパ活（2017年）- 主演・栗山航 役(飯豊まりえとのW主演)
- シグナル 長期未解決事件捜査班（2018年） - 中本慎之助 役
- 大誘拐2018（2018年） ‐ 井狩大五郎 役
- ルパンの娘（2019年） - 三雲尊 役[15]
  - ルパンの娘2（2020年） - 三雲尊 役
- 10の秘密（カンテレ制作）（2020年） - 宇都宮竜二 役[16]
- アバランチ（2021年）- 大山健吾 役
- あたりのキッチン!（2023年） - 中江善次郎 役[17][18]
- イップス 第5話（2024年5月10日） - 板野恭二 役[19]
- Dr.アシュラ（2025年） - 多聞真 役[20]

#### テレビ朝日
- 特警ウインスペクター（1990年） - 森川昭夫 役※渡部篤名義
- 火曜ミステリー劇場 Dr.クマひげ〜新宿駅ウラ診療所〜4 隣室の美女（1990年）※渡部篤名義
- 月曜ドラマ・イン 湘南女子寮物語（1993年） - 大元鉄男 役
- 新春大型時代劇3時間スペシャル 家光謀殺（1995年） - 由比正雪 役
- はぐれ医者・お命預かります! 第9話「人体解剖! 殿様になりたくなかった男」（1995年） - 土屋定信 役
- 外科医柊又三郎2（1996年） - 矢島兆次 役
- 古都（2005年） - 大友秀男 役
- 天と地と（2008年） - 武田信玄 役
- 市長はムコ殿（2012年） - 主演・秋吉大将 役
- 天使と悪魔-未解決事件匿名交渉課-（2015年） - 茶島龍之介 役[21]
- 木曜ドラマ・ハゲタカ（2018年）- 芝野健夫 役
- キッチン革命 第1夜（2023年） - 花園順三郎 役[22]
- ノッキンオン・ロックドドア（2023年） - 天川考四郎 役[23]

#### テレビ東京
- 新春ワイド時代劇
  - 徳川剣豪伝 それからの武蔵（1996年） - 宮本伊織 役
  - 国盗り物語（2005年） - 明智光秀 役
- 明日をあきらめない…がれきの中の新聞社〜河北新報のいちばん長い日〜（2012年） - 主演・武田真一 役
- 冬芽の人（2017年4月5日） - 前田光介 役
- かしましめし（2023年） - 蓮井亮史 役[24]

#### WOWOW
- 連続ドラマW
  - 巷説百物語 狐者異（2005年） - 主演・又市 役
    - 巷説百物語 飛縁魔（2006年） - 主演・又市 役

  - 結党!老人党（2009年） - 宮下雄太 役
  - 横山秀夫サスペンス「他人の家」（2010年）- 貝原真治 役
  - 再生巨流（2011年） - 吉野公啓 役
  - 下町ロケット（2011年） - 財前道生 役
  - プラチナタウン（2012年） - 児島由紀夫 役
  - 女と男の熱帯（2013年） - 主演・進藤悟史 役
  - 翳りゆく夏（2015年） - 主演・梶秀和 役
  - 沈まぬ太陽（2016年） - 行天四郎 役[25]
  - パンドラⅣ AI戦争（2018年） - 蒲生俊平 役[26]
  - 引き抜き屋 〜ヘッドハンターの流儀〜（2019年） - 戸ヶ里政樹 役[27]
  - だから殺せなかった（2022年1月9日 - 2月6日） - 吉村隆一 役
  - ゲームの名は誘拐（2024年） - 葛城勝俊 役[28]
  - 怪物（2025年） - 八代正義 役[29]
- 東海テレビ×WOWOW 共同製作連続ドラマ 犯罪症候群 Season2（2017年） - 環敬吾 役[13]

### 配信ドラマ
- GAME OF SPY（2022年6月24日 - 7月8日、Amazon Prime Video）- 白鳥健造 役[30]
- 幸せカナコの殺し屋生活（2025年2月28日（全6話）、DMM TV） - 殺し屋会社社長[31]

### 映画
- 妖女伝説'88（1988年）※渡部篤名義
- この胸のときめきを (1988年) ※渡部篤名義
- 橋のない川（1992年） - 畑中孝二 役
- ナースコール（1993年） - 柴田雄一 役
- 虹の橋（1993年）
- レッスン LESSON（1994年）
- 復讐の帝王（1995年）
- 静かな生活（1995年） - イーヨー役※日本アカデミー賞新人俳優賞受賞
- スワロウテイル（1996年） - ラン
- 愛する（1997年） - 岡努 役
- 緑の街（1998年） - 主演・夏目草介 役
- JOKER 厄病神（1998年） - ヒロシ 役
- 落下する夕方（1998年） - 薮内健吾 役
- heat after dark ヒート・アフター・ダーク（1999年）※主演・製作
- ケイゾク/映画 Beautiful Dreamer（2000年） - 真山徹 役
- 狗神 INUGAMI（2001年） - 奴田原晃 役
- 大河の一滴（2001年） - 榎本昌治 役
- 最後の恋、初めての恋（2003年） - 早瀬高志 役※日中合作[32]
- ゼブラーマン（2004年） - 及川 役
- 美しい夜、残酷な朝 「box」（2005年）
- 阿修羅城の瞳（2005年） - 安倍邪空 役
- いらっしゃいませ、患者さま。（2005年） - 主演・近馬仲喜 役
- 2/2（2005年） - 矢沢圭 役
- ちゃんこ（2006年） - 松川敏之 役
- 水霊 ミズチ（2006年） - 岡祐一 役
- 茶々 天涯の貴妃（2007年） - 豊臣秀吉 役
- 愛のむきだし（2009年） - 本田テツ 役
- コトバのない冬（未定） - 門倉渉 役※初監督作・第21回東京国際映画祭コンペティション部門正式出品
- 重力ピエロ（2009年） - 葛城由紀夫 役
- てぃだかんかん〜海とサンゴと小さな奇跡〜（2010年） - 緑川靖治 役
- 岳-ガク-（2011年） - 牧英紀 役
- ハードロマンチッカー（2011年）
- 金陵十三釵（2011年） - 長谷川大佐 役※中国映画、日本未公開
- 外事警察 その男に騙されるな（2012年） - 主演・住本健司 役
- 探偵はBARにいる2 ススキノ大交差点（2013年） - 橡脇孝一郎 役
- R100（2013年） - 岸谷 役
- 映画 ST 赤と白の捜査ファイル（2015年） - 三枝俊郎 役
- 「マスカレード」シリーズ - 捜査一課係長 稲垣 役
  - マスカレード・ホテル　(2019年)
  - マスカレード・ナイト　(2021年)
- 爆弾（2025年公開予定） - 清宮 役[33]

### 劇場アニメ
- レイトン教授と永遠の歌姫（2009年） - ジャン・デスコール 役[34]

### 舞台
- 2人芝居「Hiroshima, mon amour（広島 私の恋人） / La pluie d'été à Hiroshima」（2006-2007年）　※フランス6都市にて66公演開催

### ドキュメンタリー
- ハイビジョン特集「山下清の愛したニッポン」（2008年3月24日、NHK）- 朗読[35]

### ゲーム
- レイトン教授と魔神の笛（2009年） - ジャン・デスコール 役
  - レイトン教授と奇跡の仮面（2011年）
  - レイトン教授と超文明Aの遺産（2013年）

### OV
- 円都 YEN TOWN（1996年）

### CM
- 東北セルラー電話（瀬戸朝香と共演）
- キシリッシュ（明治製菓）
- LIBERTY（日産自動車）
- メガピクセル・スタミナハンディカムDCR-TRV20（ソニー）
- アメリカンホームダイレクト（アメリカンホーム保険）
- サクセス・薬用育毛トニック（花王）
- ミルクチョコレート（明治製菓）
- ブラックプレシャスカカオ（明治製菓）
- モルツ（サントリー）
- キシリッシュ・クリスタルミント（明治製菓）
- キシリッシュ・クリアグリーン（明治製菓）
- ネットワークハンディカムDCR-TRV30（ソニー）
- サクセス・ジェルの水（花王）
- サクセス・モーニングヘアウォーター（花王）
- プレコール持続性カプセル（藤沢薬品工業）
- サクセス・薬用シェービングジェル（花王）
- あおり炒めの焼豚炒飯・横浜あんかけラーメン（マルハニチロ食品）
- ムーヴ（ダイハツ）
- WONDA（アサヒ飲料）
- チオビタゴールドα（大鵬薬品工業）[36]
- ビッグマックベーコン（日本マクドナルド）
- アコム（2018年8月 - 2021年7月）
- ヒューレット・パッカード「HP Wolf Security: 見直そう、エンドポイントセキュリティ」（2021年6月 - ）- 主演クリスチャン・スレーターの日本語吹き替え[37][38]。
- アートネイチャー[39]
- Whiteout Survival（Century Games）[40]

## 受賞歴
- 1997年
  - 第12回ザテレビジョンドラマアカデミー賞 助演男優賞（『ストーカー 逃げきれぬ愛』）[41]
- 1999年
  - 第20回ザテレビジョンドラマアカデミー賞 助演男優賞（『ケイゾク』）[42]
  - 第21回ザテレビジョンドラマアカデミー賞 主演男優賞（『ラビリンス』）[43]
- 2000年
  - 第24回ザテレビジョンドラマアカデミー賞 助演男優賞（『ビューティフルライフ』）[44]

## PV・監督
- PV / こわれたこころ（中谷美紀） - 監督
- PV / Air Pocket（中谷美紀） - 監督
- 自主制作映画 / コトバのない冬（2008年公開） - 監督
- PV / 夢のうた/ふたりで…（倖田來未）